# Било (техніка)

Молотки-била молоткових дробарок.

Било — деталь ударних, зокрема подрібнюючих технічних пристроїв, апаратів тощо. Молотки-била колосникового типу (рис. а, б) у дробарках при дробленні малоабразивних та м'яких порід, наприклад, вугілля. Деякі молотки-била мають два отвори, щоб можна було при зносі обох кінців молотка з одного боку перевісити його другим боком. Молотки з потовщенням на робочому кінці (рис. в, г, д) застосовують при дробленні міцних матеріалів середньої абразивності. Скобоподібні молотки (рис. е) використовують при тих же умовах роботи, що й молотки колосникового типу. Посилена скобоподібна конструкція (рис. ж) застосовується при дробленні міцних матеріалів. Молотки скобоподібної форми працюють більш ефективно ніж колосникові, але експлуатація дробарок у цьому випадку є складнішою, тому що при їхньому нерівномірному зносі порушується зрівноваженість дробарки.